# سترتش فور

مراكز لاعبي كرة السلة في المنطقة الهجومية: 1. لاعب هجوم خلفي 2. مدافع مسدد الهدف 3. لاعب هجوم صغير الجسم 4. لاعب الهجوم قوي الجسم 5. لاعب الوسط

سترتش فور (بالإنجليزية: Combo forward / Stretch four)‏ هو أحد مراكز رياضة كرة السلة.

## قائمة أهم لاعبي المركز

### رجال
- كيفن لف
- ايثان وردج
- درك وليس

## كتب
- The Basketball Handbook (pg 14) (2004). Lee H. Rose (ردمك 0-7360-4906-1).

## وصلات خارجية
- لاعبو كرة السلة على موقع أكاديمية بي بي سي للرياضة

- كيف تعمل رياضة كرة السلة على موقع HowStuffWorks.com